# Antonio Beruti
Antonio Luis Beruti (Buenos Aires, 1772 - Province de Mendoza, 1841) était un militaire et révolutionnaire argentin. Il participa à la révolution de Mai 1810, s’engagea dans la guerre d’indépendance de l’Argentine, conséquence de ladite révolution, et prit part ensuite aux guerres civiles argentines aux côtés des Unitaires.
C’est à tort que lui a été attribuée, conjointement à Domingo French et aux chisperos (litt. forgerons, nom donné aux émeutiers révolutionnaires de mai 1810), la création de la cocarde (escarapela) argentine bleu ciel et blanc ; celle-ci en effet fut imaginée, dans sa forme actuelle, par leur commun ami Manuel Belgrano.

## La révolution de Mai
Il poursuivit des études au Colegio Real de San Carlos, l’actuel Colegio Nacional de Buenos Aires, puis au collège de Nobles, à Madrid. Revenu dans son pays au terme de ses études, il devint bientôt l’un des animateurs du mouvement d’émancipation d’avec l’Espagne. Il fut ainsi, dans un premier temps, un membre actif du groupe charlottiste, lequel escomptait réaliser l’indépendance par le biais du couronnement, comme régente du Río de la Plata, de Charlotte Joachime, sœur du roi d’Espagne captif, Ferdinand VII. Le charlottisme toutefois resta sans lendemain.
En 1810, à Buenos Aires, il prit la tête, avec Domingo French, du groupe d’émeutiers révolutionnaires connus sous le nom de chisperos, qui jouèrent un rôle de premier plan pendant les journées de la semaine de Mai, distribuant notamment les fameux rubans, dont la couleur n’a pas pu être établie avec certitude, afin de différencier les patriotes d’avec les royalistes. Lors de la séance du 22 mai du cabildo ouvert, il vota en faveur de la destitution du vice-roi Cisneros. La pression exercée en dehors du bâtiment par les chisperos, ainsi que la manipulation par les révolutionnaires de la liste des notables invités au cabildo ouvert, de sorte à en éliminer ceux de tendance royaliste, furent déterminantes dans le déroulement des débats du cabildo ouvert et dans le vote subséquent. Lorsque, le 24 mai, le Cabildo, en dépit des résolutions votées, désigna une junte de gouvernement certes composée de quelques criollos, mais présidée par Cisneros, Beruti s’y opposa catégoriquement, et devant la désapprobation générale, la junte dut être dissoute. Beruti eut cette formule : « une Junte présidée par Cisneros, c’est la même chose que Cisneros vice-roi ».
La journée du 25, les chisperos et des groupes d’habitants se rassemblèrent sur la place face au Cabildo pour exiger le reversement définitif du vice-roi et la formation d’une nouvelle junte de gouvernement. Comme la session traînait en longueur, Beruti fit irruption dans la salle et prononça la déclaration suivante :
« Messieurs du Cabildo : ceci n’a que faire d’enfantillages ; il ne sied point, vu les circonstances dans lesquelles nous sommes, que vous vous jouiez de nous avec des balivernes. Si, jusqu’ici, nous avons agi avec prudence, ce fut pour éviter désastres et effusion de sang. Le peuple, au nom duquel nous parlons, se tient armé dans les casernes et une grande partie des habitants de la ville attend dans d’autres lieux le cri d’alarme pour venir ici. Si vous voulez le voir, sonnez la cloche, et s’il se trouve que vous n’en avez pas le battant, c’est nous qui sonnerons l’alerte générale, et vous verrez alors le visage de ce peuple, dont la présence vous manque. Oui ou non ! vite, messieurs : décidez-le sur-le-champ, car nous ne sommes pas disposés à supporter retards et tromperies, mais si nous revenons les armes à la main, nous ne répondons de rien. »
Les idées patriotes finirent par triompher, et le nouvel exécutif, appelé Première Junte (en esp. Primera Junta), fut installé le 25 mai 1810. Un mois après, Beruti fut nommé lieutenant-colonel du Régiment América. Plus tard, il rejoignit les partisans de Mariano Moreno, qui avaient adopté une position radicale et s’opposaient aux idées plus modérées du président de la nouvelle junte, Cornelio Saavedra. En compagnie d’autre morénistes, il prit part ainsi aux réunions du Café de Marcos, où l’opposition au noyau saavédriste du gouvernement ne cessait de durcir le ton. Cependant, à la suite des mouvements populaires des 5 et 6 avril 1811, la faction moréniste fut évincée et Beruti, conjointement avec d’autres morénistes, Azcuénaga, Vieytes, Rodríguez Peña, Domingo French, parmi d’autres, fut expulsé de Buenos Aires et exilé.

## La Guerre d’indépendance
Les morénistes ayant mis à profit le départ de Saavedra pour se ressaisir et reprendre le pouvoir, Beruti put revenir d’exil en 1812. Il fut nommé adjoint par intérim du gouverneur de la province de Santa Fe, puis du gouverneur de Tucumán, fonction à laquelle il renonça en 1814 pour retourner à Buenos Aires, où il assuma tour à tour les charges de commandant de la Garde nationale, de ministre de la Guerre et de sous-inspecteur de l’Armée des Andes. Le 17 avril 1815, il fit hisser pour la première fois le drapeau bleu ciel et blanc dans le fort de Buenos Aires, où n’avait jamais flotté jusque-là l’étendard créé par Manuel Belgrano.
En janvier 1817, après que le Directeur suprême Juan Martín de Pueyrredón l’eut désigné deuxième chef d’état-major de l’Armée des Andes, il participa à la campagne du Chili, sous le commandement de José de San Martín. Il combattit dans la bataille de Chacabuco, et fut décoré de la médaille d’or en reconnaissance de sa vaillance. En mars 1817, Bernardo O'Higgins, sur ordre de San Martín, le requit de s’établir dans la ville de Mendoza. Il y épousa Mercedes Tadea Ortiz, une des dames qui répondirent à l’appel de Remedios de Escalada, en faisant don de ses bijoux au bénéfice de la campagne des Andes. Il déménagea ensuite à Buenos Aires, où il résida jusqu’en 1820, avant de se réinstaller à Mendoza.

## La guerre civile
Il adhéra au parti unitaire, mais sans jamais y occuper de position d’avant-plan. En septembre 1841, il participa, sous le commandement du général Gregorio Aráoz de Lamadrid, à la bataille de Rodeo del Medio, épisode des guerres civiles argentines, qui se solda par la défaite de son chef ; lui-même fut fait prisonnier, mais remis en liberté sur-le-champ sur instruction du général Ángel Pacheco, en égard à ses états de service dans la guerre d’indépendance. Le désastre militaire lui causa néanmoins une profonde affliction, qui ne fut sans doute pas étrangère à sa mort prochaine, le 19 novembre 1841. Ses restes, quoique mal identifiés, furent déposés dans le temple de Saint-François à Mendoza.